# 于桥水库
于桥水库位于中国天津市蓟州区城东，是以供水、防洪为主要功能的大型水库，又称翠屏湖。自1983年开始引滦入津工程后，成为中转水库,也是天津市的主要供水水源之一。
于桥水库正常蓄水位为21.16米，相应的库容约为3.85亿立方米，水面面积达86.8平方公里，总库容为15.59亿立方米。水库为浅水库，平均水深约为4.6米，最大水深可达12.16米。
淋河、沙河和黎河是于桥水库的三大支流。引滦水经黎河河道调入，与沙河汇流后，再经果河注入水库，水库内的蓄水通过放水洞经暗渠输送至下游。

## 供水情况
自1983年引滦入津工程开始至2014年，于桥水库年均向天津市供水量约为7.60亿立方米，其中引滦水达5.38亿立方米。2014年南水北调中线工程通水后，天津市的引水结构由单一水源调整为双水源，于桥水库的供水量有所减少。

## 气候
该地区属于温带半湿润大陆性季风气候，多年平均降水量约为748.5毫米，主要降水集中在6月至9月。流域蒸发量约为6000万立方米。